# 12-cm-leichte-Feldhaubitze 08
Die 12-cm-leichte-Feldhaubitze 08 ist eine Haubitze, welche für die norwegischen Streitkräfte in kleiner Stückzahl zu Beginn des 19. Jahrhunderts gebaut wurde und die von Norwegen im Zweiten Weltkrieg eingesetzt wurde.

## Geschichte
Um die Artillerie der norwegischen Streitkräfte mit modernen Kanonen ausrüsten und mit anderen Nationen gleichziehen zu können, erteilte Norwegen der Firma Rheinmetall 1908 den Auftrag, eine 12-cm-Haubitze zu entwickeln und zu produzieren.
Die 12 cm felthaubits/m08 Nr. 1 war die letzte Kanone in norwegischen Dienst, welche noch mit dem königlichen Monogramm graviert wurde.

## Produktion
1908 wurde die 12-cm-leichte-Feldhaubitze 08 bei Rheinmetall nach einem norwegischen Auftrag gebaut. Acht Stück wurden hergestellt und 1909 an die norwegische Armee geliefert.

## Einsatz

### Verwendung in der norwegischen Armee
Die 12-cm-leichte-Feldhaubitze 08 war in der norwegischen Armee als 12 cm felthaubits/m08 oder 12 cm felthaubits/m09 bekannt. Zum einen, weil die Kanone 1909 in Dienst gestellt wurde und zum anderen wollte die norwegische Armee verwirren und die genaue Anzahl und Art der Kanone verbergen. 1940 wurden ein Feldartillerie-Bataillon mit den Feldhaubitzen ausgerüstet und bei der Schlacht von Østfold eingesetzt.

### Verwendung in der Wehrmacht
Während des Einmarsches in Norwegen erbeutete die Wehrmacht einige der wenigen Geschütze in Trondheim und führte sie unter der Fremdgerätekennung 12 cm l F H 375 (n) weiter. Die Artillerie-Abteilung 477 des Gebirgskorps Norwegen hatte zwei Batterien mit einigen dieser Geschütze, welche während des Krieges in Finnland stationiert waren.

## Verbleib
Im Forsvarsmuseet (Museum der Streitkräfte) in Oslo steht das Geschütz mit der eingravierten Nummer 1.

Ein weiteres Geschütz steht heute im Rüstungsmuseum im Erzbischofspalast in Trondheim.

Ein drittes Geschütz ist im Fort Høytorp in Mysen ausgestellt.